# Стайки (Могилёвский район)
Ста́йки бел. Стайкі — деревня в составе Дашковского сельсовета Могилёвского района Могилёвской области Беларуси.

## Географическое положение
Ближайшие населённые пункты: Дашковка, Липовка Текстильщик, Металлург. Деревня Стайки расположена вдоль дороги Р-97, которая связывает несколько населённых пунктов, в том числе деревню Дашковка.
Находится рядом с рекой Днепр и ее притока Вильчанки.

## История
В 1913 году действовала церковно-приходская школа.

## Социальная инфраструктура
В деревне Стайки нет школы, ближайшая школа находится в деревне Дашковка — Государственное учреждение образования "Дашковская средняя школа" по адресу: аг. Дашковка, ул. Первомайская, д. 2.
В деревне имеются две автобусные остановки: «Стайки-1» и «Стайки-2». Автобусный маршрут № 269 курсирует с интервалом около 1 часа 30 минут, связывая деревню с другими населенными пунктами, в том числе с деревней Дашковка и гордом Могилёв. Автобусная остановка «Стайки-1» расположена на Центральной улице.

## Достопримечательности
- Каплица (XIX век)

В деревне расположена деревянная каплица, построенная в XIX веке. Каплица относится к памятникам деревянного зодчества и находится на местном.